# Богдановское (Башкортостан)

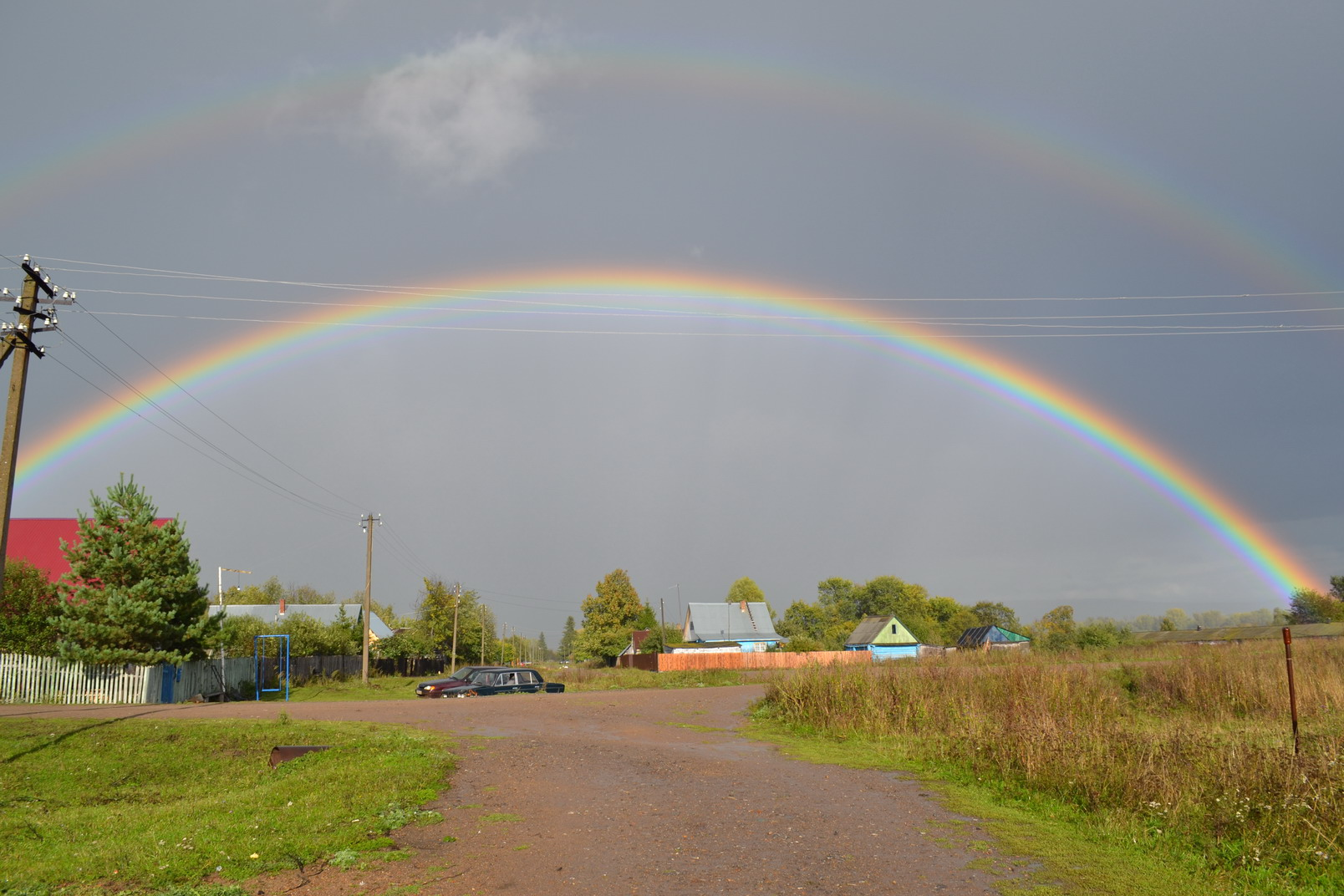
Радуга над Богдановкой

Богдановское (баш. Богдановский) — деревня в Иглинском районе Республики Башкортостан Российской Федерации. Входит в состав Ауструмского сельсовета.

## География

### Географическое положение
Находится на правом берегу реки Сим.
Расстояние до:
- районного центра (Иглино): 45 км,
- центра сельсовета (Ауструм): 10 км,
- ближайшей ж/д станции (Тавтиманово): 22 км.

## История
Починок основан крестьянами из Вятской губернии. В 1872 г. они купили земельные участки у помещика Богданова. По состоянию на 2009 год преобладает белорусское население.

## Население
| 2002 | 2009 | 2010 |
| ---- | ---- | ---- |
| 30   | ↘22  | ↗28  |

Национальный состав
Согласно переписи 2002 года, преобладающая национальность — белорусы (77 %).